# A Place in the Sun
| Оценки критиков      | Оценки критиков                                                          |
| Источник             | Оценка                                                                   |
| -------------------- | ------------------------------------------------------------------------ |
| Allmusic             | [ 1 ]                                                                    |
| Entertainment Weekly | B− link                                                                  |
| Los Angeles Times    | link                                                                     |
| Q                    | 3 из 5 звёзд · 3 из 5 звёзд · 3 из 5 звёзд · 3 из 5 звёзд · 3 из 5 звёзд |
| Robert Christgau     | link                                                                     |

A Place in the Sun — пятый студийный альбом американского кантри-певца Тима Макгро, изданный 4 мая 1999 года на студии Curb Records. Альбом достиг № 1 в чарте Billboard 200 (во 2-й раз в его карьере) и № 1 в кантри хит-параде Top Country Albums (в 4-й раз подряд). Тираж альбома превысил 3 млн копий и он получил 3-кр. платиновый статус RIAA.
Альбом получил умеренные отзывы музыкальной критики и интернет-изданий, а две песни «Please Remember Me» и «My Best Friend» были номинированы на премию Грэмми в категории Лучший мужской кантри-вокал в 2000 и 2001 годах. Четыре сингла («Please Remember Me», «My Next Thirty Years», «My Best Friend» и «Something Like That») возглавили кантри-чарт Hot Country Songs (№ 1 в 1999 и 2000 годах).

## Список композиций
1. «The Trouble with Never» (Mark Nesler, Tony Martin[англ.]) — 4:14
2. «Seventeen» (Chris Lindsey, Bill Luther, Aimee Mayo) — 3:18
3. «She’ll Have You Back» (Deryl Dodd, Allen Chancey) — 3:25
4. «Somebody Must Be Prayin' for Me» (Frank Vinci, Kris Bergsnes) — 3:52
5. «My Best Friend[англ.]» (Bill Luther, Aimee Mayo) — 4:39
6. «Señorita Margarita» (Bob DiPiero, George Teren) — 3:50
7. «Some Things Never Change[англ.]» (Walt Aldridge, Brad Crisler) — 3:56
8. «You Don’t Love Me Anymore» (Greg Barnhill, Kim Carnes) — 3:42
9. «Something Like That» (Rick Ferrell, Keith Follesé) — 3:03
10. «Please Remember Me» (Родни Кроуэлл, Will Jennings) — 4:55
11. «Carry On» (Mark Collie, Hillary Kanter, Even Stevens) — 3:22
12. «My Next Thirty Years» (Phil Vassar) — 3:37
13. «Eyes of a Woman» (Rory Michael Bourke, Steve Mandile) — 3:47
14. «A Place in the Sun» (Lindsey, Steve Dukes) — 4:18

## Чарты

### Альбом
| Чарт (1999)                           | Лучший результат |
| ------------------------------------- | ---------------- |
| США U.S. Billboard Top Country Albums | 1                |
| США U.S. Billboard 200                | 1                |
| Канада Canadian RPM Country Albums    | 2                |
| Канада Canadian RPM Top Albums        | 12               |

### Синглы
| Год  | Сингл                      | Лучший результат | Лучший результат | Лучший результат |
| Год  | Сингл                      | US Country       | US               | CAN Country      |
| ---- | -------------------------- | ---------------- | ---------------- | ---------------- |
| 1999 | «Please Remember Me»       | 1                | 10               | 1                |
| 1999 | «Something Like That»      | 1                | 28               | 1                |
| 1999 | «My Best Friend»           | 1                | 29               | 1                |
| 2000 | «Some Things Never Change» | 7                | 58               | —                |
| 2000 | «My Next Thirty Years»     | 1                | 27               | —                |

## Сертификации
| Регион                | Сертификаты   |
| --------------------- | ------------- |
| Канада (Music Canada) | Платиновый    |
| США (RIAA)            | 3× Платиновый |